# Otokar Šimek
Otokar Šimek (15. května 1878, Hustopeče – 9. října 1950, Hradec Králové) byl český literární historik, romanista, středoškolský profesor a překladatel z francouzštiny, autor prvních českých ale nedokončených dějin francouzské literatury.

## Životopis
Vystudoval gymnázium v Brně a v Kolíně (maturoval roku 1896) a poté francouzštinu a češtinu na Filozofické fakultě Karlo-Ferdinandovy univerzity v Praze. Svá studia prohloubil studijním pobytem na Sorbonně v Paříži, kde ještě stihl přednášky Gastona Parise, a dalšími pobyty ve Francii a Belgii.
Po ukončení studií působil nejprve na Obchodní akademii v Kolíně a od roku 1902 až do odchodu do důchodu v roce 1938 byl profesorem francouzštiny, češtiny a němčiny na Obchodní akademii v Hradci Králové. Současně se podílel na českém literárním životě, do kterého vstoupil již za studentských let jako člen skupiny mladých autorů, kteří se hlásili k F. X. Šaldovi (Otakar Theer, Arne Novák, Hanuš Jelínek, Prokop Miroslav Haškovec. Otokar Fischer, Viktor Dyk a další). Byl blízkým přítelem Bedřicha Hrozného. Stal se autorem mnoha předmluv, doslovů, článků a statí a věnoval se i překladatelské činnosti.
Během první světové války se ale Šimkův zájem začal postupně přesouvat od kritiky k literární historii, zejména k dějinám francouzské literatury. Významně se rovněž podílel na rozvoji česko-francouzské kulturní spolupráce (byl například místopředsedou Alliance française v České republice). Již roku 1918 vydal první svazek plánovaných šestidílných Dějin francouzské literatury v obrysech, a to první část jejich třetího dílu Klasický věk. Století XVII.. Roku 1923 následovala druhá část třetího dílu a díl druhý Renesance a reformace. Století XVI.. První díl Středověk (od IX. stol. do renesance) vyšel však až roku 1947.
Další dva plánované díly, Věk osvícenský a Věk romantický, byly společně s fragmentem dílu šestého (měl se jmenovat Věk pozitivistický) nalezeny v pozůstalosti v jednom exempláři psaném na stroji, a byly roku 1962 společně vydány pod názvem Dějiny francouzské literatury v obrysech IV. (Literatura 18. a 19. století). 
Šimkovy dějiny se vyznačují širokým záběrem (obsahují i literaturu filozofickou a náboženskou) a podrobným uváděním mimoliterárních sociálních a politických souvislostí. Roku 1923 byly poctěny Státní cenou za literaturu.
Pohřben byl na hřbitově v Pouchově, součásti Hradce Králové.

## Dílo

### Vlastní práce
- Dějiny literatury francouzské v obrysech. Díl III. Klasický věk. Století XVII, první část, František Borový, Praha 1918.
- Dějiny literatury francouzské v obrysech. Díl II. Renesance a reformace. Století XVI., František Borový, Praha 1923.
- Dějiny literatury francouzské v obrysech. Díl III. Klasický věk. Století XVII, druhá část, František Borový, Praha 1923, další podtitul Věk Ludvíka Velikého.
- Dějiny francouzské literatury v obrysech. Díl I. Středověk: (od IX. stol. do renesance), Sfinx – Bohumil Janda, Praha 1947.
- Dějiny literatury francouzské v obrysech. Díl II. Renesance a reformace. Století XVI., Sfinx – Bohumil Janda, Praha 1948, druhé opravené a doplněné vydání.
- Dějiny literatury francouzské v obrysech. Díl III. Klasický věk. Století XVII., Sfinx – Bohumil Janda, Praha 1949, druhé opravené a doplněné vydání.
- Dějiny francouzské literatury v obrysech. Díl IV. Literatura 18. a 19. století, SNKLHU, Praha 1962, vydáno posmrtně, k vydání připravil a poznámkou opatřil Karel Růžička, text přehlédl, doslov a doplňky napsal J. Š. Kvapil.

### Překlady
- Honoré de Balzac: Evženie Grandetová (1900).
- Honoré de Balzac: Okresní musa (1924).
- Gustave Flaubert: Korespondence (1930).
- Edmond de Goncourt: Miláček (1909).
- Jean de La Bruyère: Charaktery, čili, Mravy tohoto věku (1908).
- Prosper Mérimée: Venuše Illská (1912).
- Georges Rodenbach: Mrtvé město (1907).
- Auguste Villiers de l'Isle Adam: Vybrané povídky (1901).